# The Dancer's Peril
The Dancer's Peril è un film muto del 1917 diretto da Travers Vale.

## Produzione
Il titolo originale del film, prodotto dalla World Film con il titolo di lavorazione Fascinating Olga, era The Snowbird. Tra gli interpreti, anche Alexis Kosloff, famoso danzatore del Balletto Imperiale Russo.

## Distribuzione
Il copyright del film, richiesto dalla World Film Corp., fu registrato il 28 febbraio 1917 con il numero LU10283.
Distribuito dalla World Film e presentato da William A. Brady, il film uscì nelle sale cinematografiche statunitensi il 12 marzo 1917.
Copie della pellicola sono conservate in collezioni private e negli archivi della EmGee Film Library.